# Bazsó Gábor
Bazsó Gábor (művésznevein: Karotta és Nínó Karotta, Budapest, 1977. augusztus 30. –) újságíró, műsorvezető, online szakember. A Totalcar autós magazin újságírója volt és hét éven át ügyvezető igazgatója is. A Totalcar című tévéműsor műsorvezetője Winkler Róbert mellett. Az Index.hu kreatív igazgatója 2017-ig.

## Pályafutása
Apja Bazsó Péter, orvos, idegsebész. Anyja Rangos Katalin, újságíró. Tanulmányait a Szemere Utcai Általános Iskolában kezdte, majd a Fazekas Mihály Gyakorló Általános Iskolában folytatta. A Kölcsey Ferenc Gimnáziumban érettségizett, majd a Külkereskedelmi Főiskolán és a Budapesti Közgazdaságtudományi Egyetemen tanult.
Dolgozni még a főiskolai évek alatt kezdett, a Hill & Knowlton PR-ügynökségnél. Eleinte sajtóközleményeket és háttéranyagokat írt és fordított, később tanácsadói munkát végzett. Ő volt a vállalat első online kommunikációs szakembere a kilencvenes évek végén.
Első cikkét számítástechnikai témában, a Computer Panorámában publikálta, 1996-ban. Utólag nagyon rossznak tartotta: „Ha most valaki leadna nekünk egy ilyen írást autós műfajban, akkor azt mondanánk, hogy látjuk, hogy nagyon sokat olvasott szaklapot, és hogy kiváló, spongya jellegű stílusérzéke van. Nagyon jól magába szívta, hogy szokás ezt csinálni, a cikk éppen ettől mégis rossz. Kérjük, ne ezt csinálja, hanem valami mást.”
Totalcaros szerzőnek Winkler Róbert kérte fel a lap indulásakor: „Tiszta sor volt, hogy nem lehet régi autós-újságíró a cégnél, mindenképpen teljesen új brigádot kellett kinevelni. Akkor formálódott a csapat, és több embert próbáltunk bevonni a fórumokból. Köztük volt a kiváló Karotta. Aki Karotta néven publikált az Index Autóhifi topikjában. Nagyon érdekes dolgokat írt, amiket nem értettem.”. Első totalcaros cikkét „Műkorcsolya és halálsikoly” címmel írta, Nínó Karotta néven, az akkor 6 hetes online magazinban, 2000 szeptemberében. Ekkortól külsős szerző lett.
2001-ben elhagyta a Hill & Knowltont, és átment az akkor féléves Totalcar főszerkesztő-helyettesének. A feladata az internetes tartalom- és szolgáltatás-fejlesztés volt, és továbbra is írt cikkeket Nínó Karotta néven. 2001 tavaszától átvette a Totalcar.hu ügyvezetői feladatait. A következő években részben szerző és szerkesztő, részben a cég vezetője volt.
2002-ben Sváby András felkérésére Winkler Róberttel, a Totalcar főszerkesztőjével közösen elindították Totalcar című autós műsorukat a tv2-n. Az újszerű hangvételű, szórakoztatóan szubjektív műsort a nézők és a kritika is szerette, fennállása során kétszer is díjat nyert a Kamera Hungária fesztiválon. A Totalcar pár év alatt internetes startupból a legnagyobb elérésű autós kiadványcsoporttá vált, sikeres tévéműsorral, rádióműsorral és időszakos nyomtatott kiadványokkal.
A műsor öt év után anyagi okokból megszűnt, majd újraindult, hogy 6 epizóddal később ismét megszűnjön. A harmadik tv2-es kísérlet két évadot élt meg, majd a műsor 2012 szeptemberétől az OMG Visuals gyártásában a DoQ kábelcsatornára költözött, mely vállalta a finanszírozást.
2007-ben felkérték az Index videótartalmakat gyártó leányvállalatának, az IndexVideó Zrt-nek vezetésére, ezért elhagyta a Totalcart. 2009-től 2010-ig Winkler Róberttel a Neo FM-en „Ezeröcsi” címmel készítettek délutáni beszélgetős rádióműsort. Ettől az évtől a két műsorvezető a UPC reklámjainak rendszeres szereplője is lett. 2010-től az Index és az Indexet kiadó Közép-Európai Média kreatív igazgatója lett, ahol a kiadó Index-csoportjához tartozó online lapok webes stratégiájáért felel. 2011-ben újraindul a Totalcar tévéműsora, melynek Winkler Róbert mellett ismét egyik műsorvezetője.
2007-től 2010-ig az Indexvideo Zrt-t vezette, utána, 2010-2017 között kreatívigazgató volt az Indexnél.
2011-ben az Autó magazin hasábjain fogalmazta meg ambivalens érzéseit a belsőégésű motorokkal kapcsolatban. 2019-ben indította el saját YouTube csatornáján a Karotta Közlöny című videósorozatot, amiben elektromos autózással kapcsolatos kérdéseket jár körbe. Körülbelül innentől kezdve vált írásainak, megjelenéseinek központi témájává a tisztán elektromos autózás és annak a népszerűsítése; a hagyományos, belsőégésű motorral szerelt autók tesztelésével teljesen szakított.
2021-ben átadta a Totalcar ügyvezetői feladatait Perkó Rudolfnak, hogy a továbbiakban kreatív tartalomgyártásra tudjon fókuszálni.
2025 júniusában távozott a Totalcartól.

## Díjai
- Kamera Hungária 2003. - Totalcar, legjobb magazinműsor
- Kamera Hungária 2007. - Műsorvezető, megosztva Winkler Róberttel